# Idaea albicostata
Idaea albicostata là một loài bướm đêm trong họ Geometridae.